# 欧州連合官報
欧州連合官報 (おうしゅうれんごうかんぽう、EU官報、英: The Official Journal of the European Union、略称: OJ) は欧州連合 (EU) が発行する官報である。2013年7月1日以降、EUが公布した法令のうち、EU官報の電子版 (略称: e-OJ) に掲載された版のみが公式と認められている。EU公用語全ての言語版で提供されており (24言語) 、土日祝日を除いて毎日発行されている。EU官報の電子版はEUR-Lexのサイト上で無料公開されている。
EU官報の前身は、欧州石炭鉄鋼共同体官報 (ECSC官報、1952年 - 1965年発行) と欧州共同体官報 (EC官報、1958年 - 2003年発行) である。1993年にマーストリヒト条約が発効してECからEUへの転換した後も、2003年に発効したニース条約まではEC官報の名称が使われてきた。

## EU官報の見方
EU官報は以下の構成をとっている。
- 法令編 (L series) -- 英語のLegisrationの頭文字。法的拘束力のある全ての文書[7]。
  - L I -- EU法は規則、指令、決定の3種類に分類されるが、EU官報には全て掲載されるほか、予算などもL Iに含まれる。
  - L II -- 国際条約、勧告、ガイドライン、欧州連合内の各組織間の手続など、通常のEU立法を経ないものがL IIに分類される。
  - L III -- EEAに関連する法令。
  - L IV -- 2009年のリスボン条約以前に採択された法令。
- 告示編 (C series) -- フランス語のCommunicationsの頭文字[4]。
  - C I -- 仲裁、勧告、法的拘束力のない意見書。
  - C II -- 欧州連合内の各組織間の合意、共同宣言、情報発信など。
  - C III -- 可決前の法案や政策目標など、立法化される前の予備的資料。
  - C IV -- 通知 (EU内だけでなく、他国から発信された通知も含む)。
  - C V -- その他お知らせ (職員募集など[7])。
- 政府調達情報 (S series) -- LおよびCと異なり、附録 (Supplement) の位置付け[7]。

本編が現在のようにLとCで二部構成されるようになったのは、1968年1月以降である。1952年から1958年4月にかけてはまとめてA series (フランス語のAntérieur) と呼ばれており、1958年5月から1967年末まではP series (フランス語のPostérieur) が使われていた。また、EU官報が紙媒体から電子媒体にシフトする1999年8月31日から2014年3月31日にかけては、CE seriesも使われていた。これは電子版 (英語のElectronic) を意味するが、2014年4月以降は使用されていない。
現在のLとCにはそれぞれサブシリーズがあり、A (英語のAnnex) は他の官報公示内容に附属する文書、I (英語のIsolated) は単発で他の公示から独立した文書を意味する。これらに3桁の連番を組み合わせることで、「OJ L 011I」(単発のEU法 001番) や「OJ C 019A」(法的拘束力のない附属文書 019番) といった参照番号体系になっている。なお、OJから始まるEU官報番号とは別に、EU官報を掲載しているウェブサイトEUR-LexでもCELEX番号という独自の番号体系を用いている。